# Saint-Maur-des-Fossés
Saint-Maur-des-Fossés é uma comuna a sudeste de Paris, França. Fica localizada a 11.7 km do centro de Paris.

## Geografia
Saint-Maur-des-Fossés fica quase totalmente rodeada por uma curva do rio Marne.

## Transportes
Saint-Maur-des-Fossés é atendida por quatro estações do RER A de Paris: Saint-Maur—Créteil, Le Parc de Saint-Maur, Champigny, e La Varenne—Chennevières.

## Toponímia
O nome de Saint-Maur-des-Fossés vem de uma abadia fundada em 638 pela Rainha Nantilda, regente pelo seu filho Clóvis II, num local chamado Fossati em Latim medieval (Les Fossés em francês moderno), que quer dizer Fosso. Esse local, próximo a estreita entrada de uma curva no rio Marne, provavelmente tira seu nome dos fossos de um antigo ópido Celta, e depois um castro romano descobertos por arqueólogos.
A abadia foi dedicada a São Pedro e Santa Maria e nomeada Sanctus Petrus Fossatensis em Latim medieval (Saint Pierre des Fossés em Francês), que quer dizer "São Pedro dos Fossos". Em 868, o rei Carlos o Calvo convidou os monges da abadia de Saint-Maur de Glanfeuil (em Le Thoureil, Maine-et-Loire, no oeste da França), que haviam fugido de sua abadia por causa das invasões viquingues, para se realojarem em Saint Pierre des Fossés com as preciosas relíquias de São Mauro
Mais tarde na Idade Média as relíquias de São Mauro tornaram-se famosas por se acreditar que curavam gota e epilepsia e Saint Pierre des Fossés se tornou um dos mais famosos centros de peregrinação da França medieval. No século XIII as relíquias se tornaram tão populares que a abadia teve seu nome mudado para Saint-Maur-des-Fossés (São Mauro dos Fossos).
O pequeno povoado que se formou em torno da abadia ficou então conhecido pelo nome desta: Saint-Maur-des-Fossés.
Durante a Revolução Francesa, Saint-Maur-des-Fossés foi nomeada Vivant-sur-Marne (significando Vivente sobre o Marne) num gesto de rejeição a religião. Após a Revolução Francesa o nome oficial da comuna ficou sendo apenas Saint-Maur e foi somente em 1897 que o final "des-Fossés" foi novamente acrescentado ao nome, provavelmente para conformar-se com o nome histórico, mas também para diferenciar a comuna de outras com o nome de Saint-Maur em outras partes da França.

## História
A comuna era composta inicialmente de duas vilas distintas, Saint-Maur propriamente dita e La Varenne-Saint-Hilaire, incluindo a reserva de caça de Saint-Hilaire.
Em 1791 parte do território de Saint-Maur-des-Fossés foi separado e formou a comuna de La Branche-du-Pont-de-Saint-Maur que mais tarde ganhou o nome de Joinville-le-Pont.
Catarina de Médici era uma frequente visitante da cidade, preferindo-a ao castelo de Vincennes. em 1563 ela adquiriu o castelo de Bellay que acabou sendo demolido durante a Revolução Francesa. Em 23 de Setembro de 1568 seu filho, Rei Carlos IX, promulgou o Edito de Saint-Maur que proibia toda religião a exceção do Catolicismo o que levou a forte intolerância religiosa em Paris e levou finalmente em 1572 ao massacre de São Bartolomeu.
Entre os escritores que viveram em Saint-Maur temos: Rabelais, La Rochefoucauld, Boileau, Madame de Sévigné, Madame de La Fayette, Victor Hugo, Alexandre Dumas e Henryk Sienkiewicz, autor de ‘Quo Vadis’.
O primeiro presidente do Senegal após sua independência, Léopold Sédar Senghor, ensinou no liceu Marcellin-Berthelot em Saint-Maur.
O cantor popular Charles Trenet, cuja canção ‘La Mer’ já foi regravada mais de 400 vezes (como em ‘Beyond The Sea’ de Bobby Darin), estabeleceu longa residência na cidade: o chapéu de bronze ao pé da estátua dos amantes no Quai Winston Churchill é dedicado a ele. Outras estrelas francesas que viveram em Saint-Maur incluem Vanessa Paradis, Françoise Hardy, Raymond Devos, Michel Jonasz, Eddy Mitchell, Khaled, Natalie Dessay e Marthe Mercadier.
No entanto, é por Jacques Tati que os Saint-Maurins guardam maior afeição. O incrível cineasta filmou grande parte de seu filme "Mon Oncle", de 1958, em Saint-Maur, usando muitos dos locais como figurantes. O filme ganhou inclusive o Oscar de melhor filme em língua estrangeira. Na Place de la Pelouse em Saint-Maur há uma estátua de Tati interpretando Monsieur Hulot e falando com um garoto, numa pose que imita o cartaz do filme.

## Geminação
- La Louvière (Bélgica), desde 1966.
- Ziguinchor (Senegal), desde 1966.
- Rimini (Itália), desde 1967.
- Hamelin (Alemanha) (Alemanha), desde 1968.
- Bognor Regis (Reino Unido), desde 1980.
- Leiria (Portugal), desde 1982.
- Pforzheim (Alemanha), desde 1989.
- Ramat Hasharon (Israel), desde 2009[1].